# بوتالامین
بوتالامین (انگلیسی: Butalamine) نوعی داروی گشادکننده عروق (وازودیلاتور) است.